# 敦賀美方消防組合
敦賀美方消防組合（つるがみかたしょうぼうくみあい）は、福井県敦賀市、三方郡美浜町および三方上中郡若狭町が組織する一部事務組合（消防組合）である。

## 概要
- 消防本部：福井県敦賀市中央町2丁目1-2
- 管内面積：500.09km2
- 職員定数：153人
- 消防署3か所、分署1か所
- 主力機械（2017年4月1日現在）
  - 消防ポンプ車：3
  - 水槽付消防ポンプ車：4
  - 梯子付消防車：2
  - 化学消防車：2
  - 救助工作車：2
  - 水槽車：1
  - 支援車：1
  - 指揮隊車：1
  - 指揮広報車：1
  - 指令車：6
  - 資機材搬送車：5
  - 救急自動車：6
  - その他：4

若狭町については合併前の旧三方町域のみを管轄する。

## 沿革

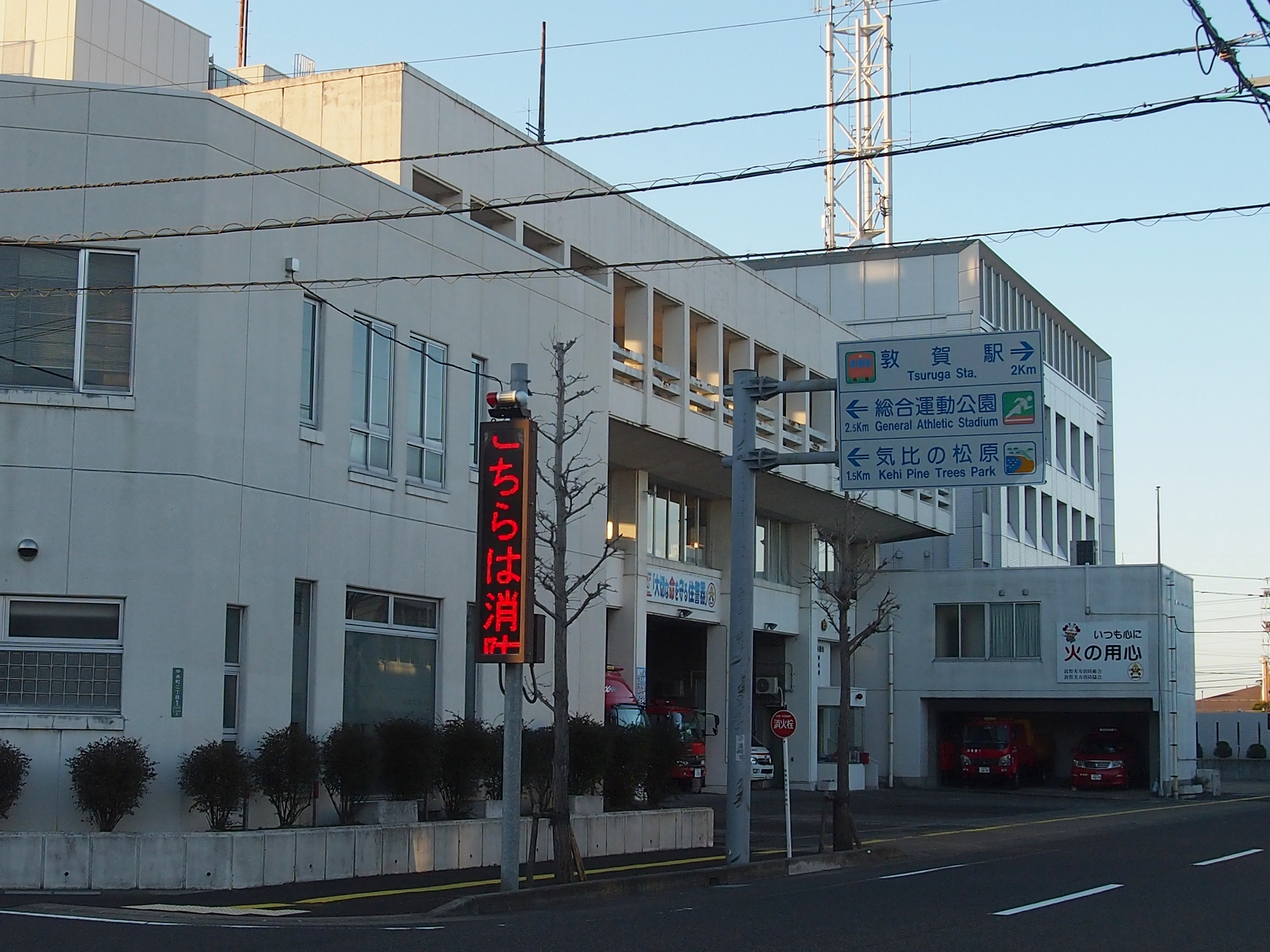
消防本部旧庁舎

- 1970年11月1日　敦賀市・三方郡美浜町および三方町の1市2町が敦賀美方消防組合を設立。
- 1972年11月6日　北陸トンネル火災事故が発生。消火・救助活動を行う。
- 2005年3月31日　三方町と遠敷郡上中町が合併し三方上中郡若狭町が誕生する。敦賀美方消防組合では旧三方町域を管轄する。
- 2021年12月1日　消防本部・敦賀消防署が新庁舎で業務を開始する。

## 組織
- 消防本部 - 総務課、庶務課、消防救急課、予防課、防災指令課
- 消防署 - 消防課、庶務課

## 消防署
| 消防署     | 住所                       | 分署                  |
| ---------- | -------------------------- | --------------------- |
| 敦賀消防署 | 敦賀市中央町2丁目1-2       | 気比：敦賀市元町11-11 |
| 美浜消防署 | 三方郡美浜町興道寺10-43    | なし                  |
| 三方消防署 | 三方上中郡若狭町北前川17-1 | なし                  |